# Classe Milano
La classe Milano è stata una classe di tre piroscafi (Milano, Torino e Genova), poi riclassificati motonavi.

## Storia
Costruite dai cantieri Bacigalupo di Genova per conto della Società Anonima Innocente Mangilli - Impresa di Navigazione sul Lago Maggiore, furono gli ultimi piroscafi ad entrare in servizio su questo lago. 
Il primo fu il Milano, collaudato il 12 agosto 1912; poi fu la volta del Torino, il 22 febbraio 1913; per ultimo il Genova, il 25 aprile 1914. 
Con il passaggio alla Società Subalpina Imprese Ferroviarie (1923) le unità ebbero lo scafo ridipinto in nero. Ritenuti validi, ed essendo anche i battelli più recenti della flotta, vennero salvati dalle demolizioni degli anni Venti e se ne pianificò la trasformazione in motonavi, cosa che però non avvenne.
Queste unità furono bersaglio degli attacchi aerei angloamericani dell'autunno 1944.
Il 25 settembre 1944 un gruppo di cacciabombardieri, dopo aver sganciato un grappolo di bombe ad Intra, sorprese il Genova, proveniente da Pallanza, davanti a Baveno, mitragliandolo ripetutamente. Con 34 morti (fra cui il comandante Edoardo Fornara), il timoniere riuscì ad accostare e sbarcare i feriti, poi il battello in fiamme andò alla deriva sino allo scoppio delle caldaie, si rovesciò ed affondò (il relitto è ancora sul fondale). 
Nel pomeriggio dello stesso giorno il Torino venne mitragliato e affondato al pontile di Luino, questa volta senza vittime.
Il 26 settembre 1944 il Milano in rotta Laveno-Intra venne attaccato e mitragliato da 6 velivoli angloamericani; in fiamme, il natante venne condotto dal giovane Sergente Bruto Pozzetto, di Grado, che salito in plancia, fece rotta sino alla punta Castagnola, nei cui pressi si trova Villa Ermitaggio di Pallanza, ove vennero sbarcati i superstiti. Perirono fra gli altri il capitano del Milano, Antonio Colombo, il marinaio Giovanni Tarazza ed il fuochista Giuseppe Colombara. Ufficialmente le vittime furono 26 (12 civili e 14 militi della RSI), ma alcune fonti affermano che probabilmente furono di più. Nel pomeriggio le corde che trattenevano legato agli alberi il relitto annerito del Milano si ruppero, ed il battello andò alla deriva sino a 250 metri da Punta Castagnola, si spezzò in due e affondò (il relitto, a 235 metri di profondità, è stato rinvenuto da una ricerca dei Vigili del Fuoco nel 2007).

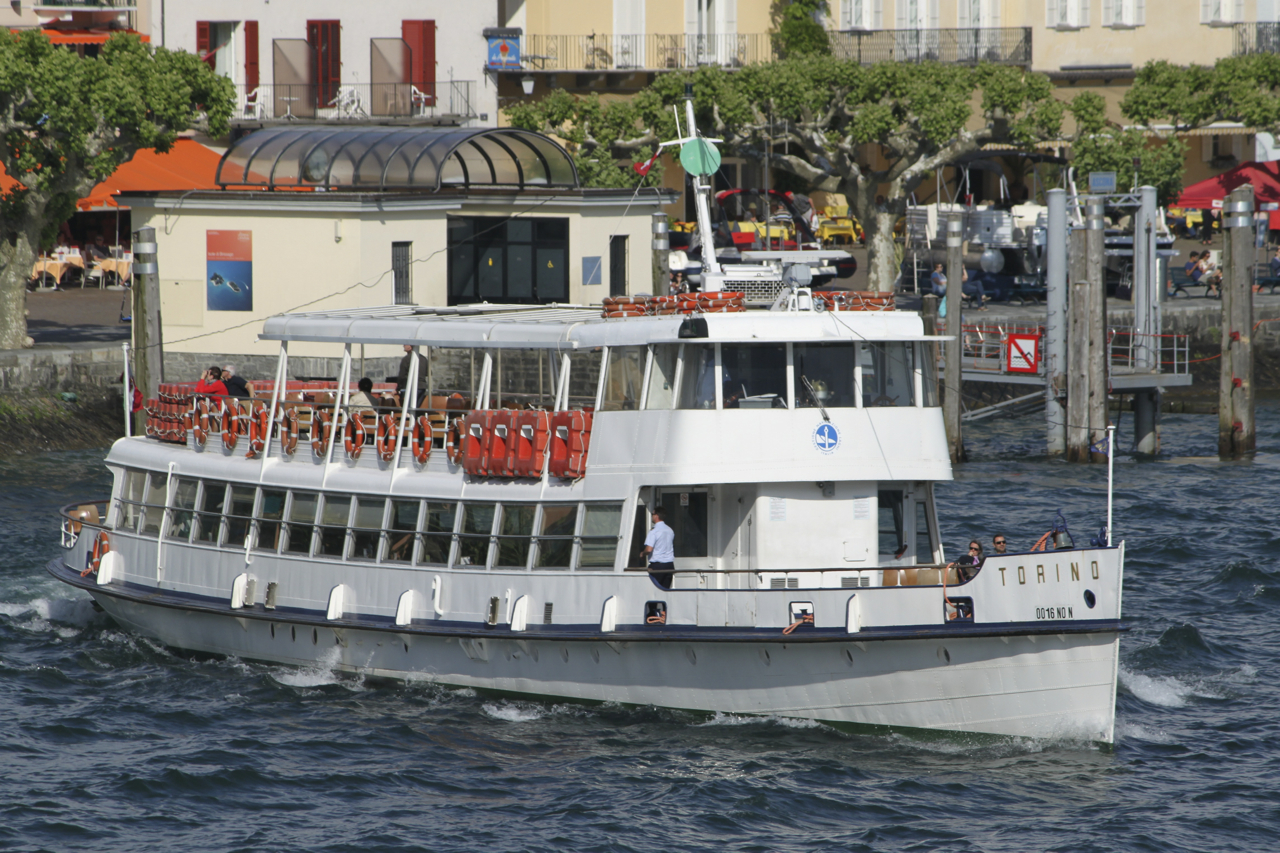
M/N Torino nel 2014.

Nel 1945, essendo ormai irrecuperabili gli altri due piroscafi, venne recuperato il relitto del Torino, affondato in acque basse. Venne sostituito il motore trasformandolo in una motonave e ricostruite le sovrastrutture, con aspetto più moderno, sebbene contraddistinto dalla plancia rialzata. Un successivo rimodernamento del 1969 ha dato al Torino l'aspetto attuale, che lo rende molto simile alle altre motonavi anni '50, seppure con lo scafo più snello. Il natante è tuttora in servizio.